# فرانس هيرمان
فرانس هيرمان هو منافس ألعاب قوى بلجيكي، ولد في 6 فبراير 1927، وتوفي في 21 سبتمبر 1990.

## وصلات خارجية
- فرانس هيرمان على موقع أوليمبيديا (الإنجليزية)